# Gao (Familienname)

Gao, chinesisch 高, ist ein chinesischer Familienname.

## Namensträger
- Gao Chen (* 1992), chinesische Fußballspielerin
- Gao Deng († 1148), chinesischer Beamter und Literat
- Gao Dezhan (* 1932), chinesischer Politiker (Volksrepublik China)
- Gao E (* 1962), chinesische Sportschützin
- Gao Fenglian (* 1964), chinesische Judoka
- Gao Fengwen (1939–2020), chinesischer Fußballspieler
- Gao Gang († 1954), chinesischer KP-Funktionär
- Gao Hongbo (* 1966), chinesischer Fußballspieler und Fußballtrainer
- Gao Huan (* 1990), chinesischer Badmintonspieler
- Gao Jianfu (1879–1951), chinesischer Maler
- Gao Jing (* 1975), chinesische Sportschützin
- Gao Jun (* 1969), amerikanische Tischtennisspielerin
- Gao Kegong (1248–1310), chinesischer Maler der Yuan-Dynastie
- Gao Lei (* 1992), chinesischer Trampolinturner
- Gao Lian (Dramatiker) († 1603), chinesischer Autor von Theaterstücken und enzyklopädischen Werken
- Gao Lin (* 1986), chinesischer Fußballspieler
- Gao Ling (* 1979), chinesische Badmintonspielerin
- Gao Min (* 1970), chinesische Wasserspringerin
- Gao Mobo (* 1952), australischer Sinologe
- Gao Niansheng (* 1932), chinesischer Germanist und Übersetzer
- Gao Ning (* 1982), singapurischer Tischtennisspieler
- Gao Qifeng (1889–1933), chinesischer Maler
- Gao Shangquan (1929–2021), chinesischer Wirtschaftswissenschaftler
- Gao Shun († 198), chinesischer General
- Gao Shuying (* 1979), chinesische Stabhochspringerin
- Gao Tianyi (* 1998), chinesischer Fußballspieler
- Gao Tianyu (* 2001), chinesischer Fußballspieler
- Gao Tingyu (* 1997), chinesischer Eisschnellläufer
- Gao Wan (* 1987), chinesischer Tennisspieler
- Gao Wenxiu († 1290), Autor von zaju-Dramen
- Gao Xiaosheng (1928–1999), chinesischer Schriftsteller
- Gao Xiaoxia (1919–1998), chinesische Chemikerin und Hochschullehrerin
- Gao Xin (* 1994), chinesischer Tennisspieler
- Gao Xingjian (* 1940), chinesisch-französischer Erzähler und Nobelpreisträger
- Gao Xinglong (* 1994), chinesischer Weitspringer
- Gao Xinyu (* 1997), chinesische Tennisspielerin
- Gao Xuefeng (* 1980), chinesischer Eisschnellläufer
- Gao Xuejie, chinesischer Klimawissenschaftler
- Gao Yang, Personenname von Qi Wenxuan Di († 559), Kaiser der Nördlichen Qi-Dynastie
- Gao Yang (Eisschnellläuferin) (* 1980), chinesische Eisschnellläuferin
- Gao Yang (Kugelstoßerin) (* 1993), chinesische Kugelstoßerin
- Gao Yang (Snookerspieler) (* 2004), chinesischer Snookerspieler
- Gao Yu (* 1944), chinesische Journalistin und Systemkritikerin
- Gao Yulan (* 1982), chinesische Ruderin
- Gao Zhisheng (* 1964), chinesischer Bürgerrechtsanwalt
- Gao Zhiguo (* 1955), chinesischer Jurist und Richter am Internationalen Seegerichtshof

- George F. Gao (* 1961), chinesischer Virologe und Immunologe; Generaldirektor des chinesischen Zentrums für Krankheitskontrolle und -prävention
- Godfrey Gao (1984–2019), taiwanesisch-kanadischer Schauspieler und Model
- Grace Gao (* 1989), kanadische Badmintonspielerin
- Huajian Gao (* 1963), US-amerikanischer Ingenieurwissenschaftler
- Joseph Gao Hong-xiao (1945–2022), chinesischer Geistlicher, Erzbischof von Kaifeng
- Yunfeng Gao (* ca. 1966), chinesischer Unternehmer und Investor